# Lindenkranz (Friedhofskultur)

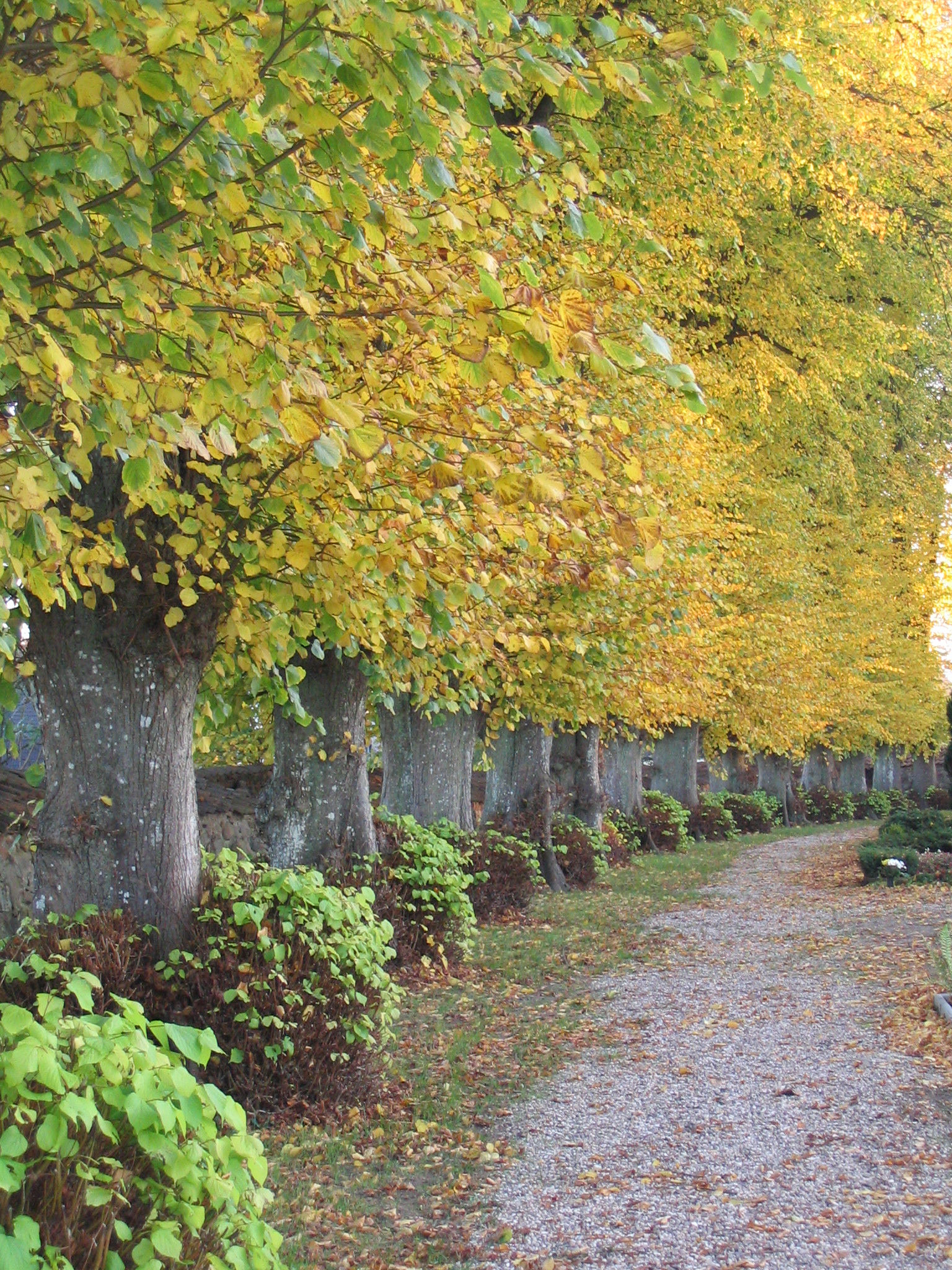
Blick entlang eines alten Lindenkranzes an der Marienkirche in Grundhof, Schleswig-Holstein

Lindenkränze sind vor allem in Norddeutschland typische, kranzartige Anpflanzungen von Linden-Bäumen insbesondere auf Friedhöfen. Die als Teil der Sepulkralkultur angelegten Lindenkränze sind teilweise prägend für die Gartenlandschaften auf den Bestattungsflächen Norddeutschlands.
Die in der bildhaft poetischen Sprache von Dichtern verschiedentlich beschriebenen Lindenkränze wurden in dem 1865 erschienenen Wörterbuch von Samuel Friedrich Wilhelm Hoffmann auch als „dichte Reihe von Linden, die bei einem Platz beisammen stehen“ bezeichnet, die mitunter mit angsteinflößender Finsternis in Verbindung gebracht wurden. So dichtete beispielsweise Johann Heinrich Voß:
„[…] mattdämmernd Licht

Der Fackeln bricht

Das Graun im düstern Lindenkranz.“

## Bekannte Lindenkränze
- Der Lindenkranz auf dem Alten Eutiner Friedhof in Schleswig-Holstein mit seinen teils mehr als 200 Jahre alten Bäumen wurde als Naturdenkmal ausgewiesen.[1]